# Пулюй Іван Павлович

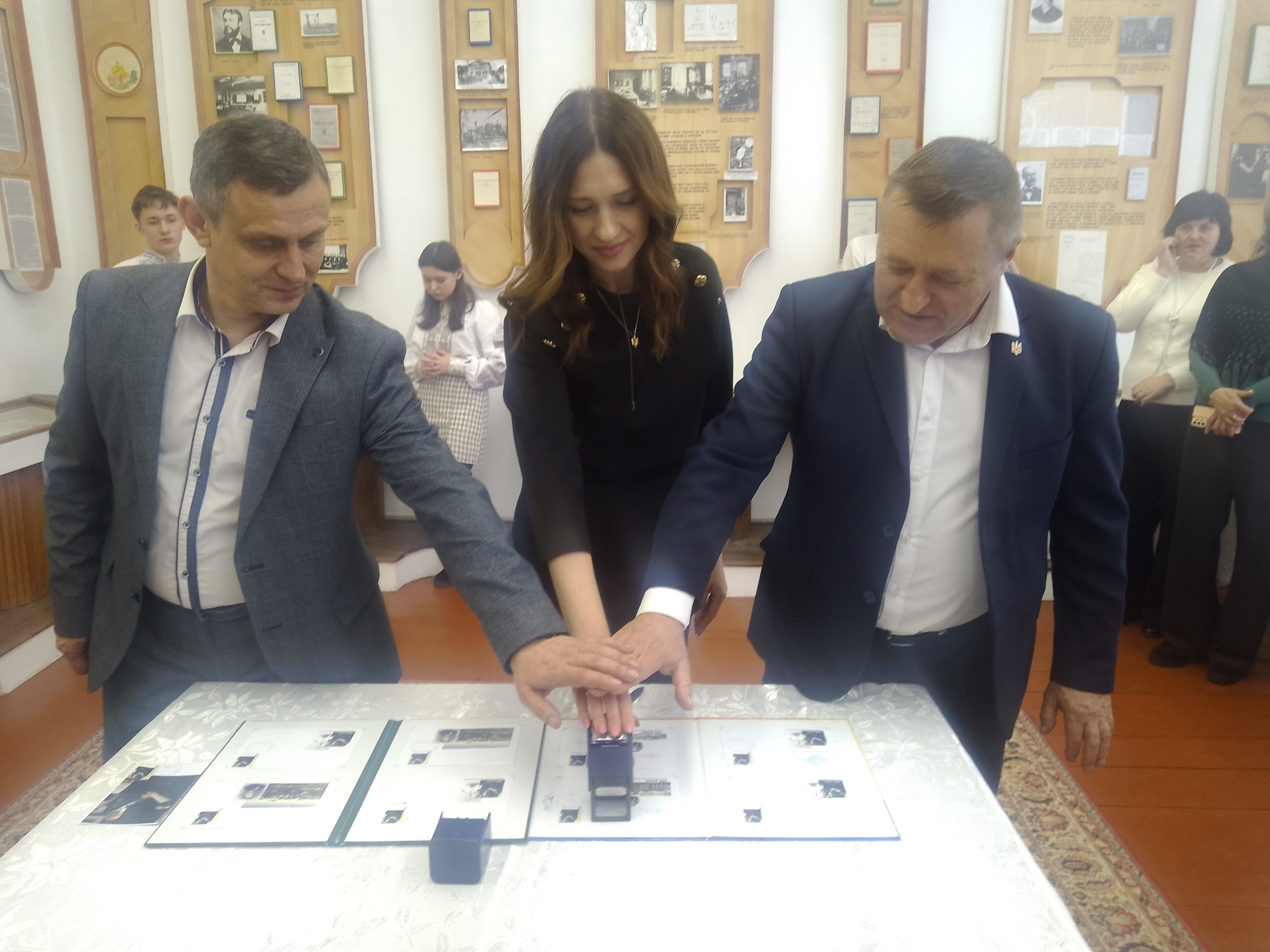
Спецпогашення власної марки і клубних конвертів у меморіальному музеї Івана Пулюя

Іва́н Па́влович Пулю́й (Ivan Puluj, Johann Puluj, 2 лютого 1845, містечко Гримайлів, нині селище, Чортківський район — 31 січня 1918, Прага) — український австро-угорський фізик та електротехнік, винахідник, організатор науки, публіцист, перекладач Біблії українською мовою, громадський діяч. Встановив фундаментальні властивості й природу катодних і Х-променів. Професор і ректор Німецької вищої технічної школи в Празі, державний радник з електротехніки Богемського королівства і Моравське маркграфство. Один з перших дійсних членів Наукового товариства імені Шевченка (з 1899 р.), почесний член Віденського електротехнічного товариства. Перший розробник рентгенівської трубки, що була прототипом сучасних рентгенівських апаратів.

## Життєпис
Народився 2 лютого 1845 року в містечку Гримайлів (нині селище, Чортківський район, Тернопільська область, а тоді Королівство Галичини та Володимирії, Австрійська імперія) в греко-католицькій родині заможного й освіченого господаря Павла Пулюя та його дружини Ксенії (до шлюбу Бурштинської). У 1861—1865 рр. Павло Пулюй був бургомістром Гримайлова.

### Освіта та праця

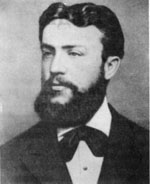
Іван Пулюй

Початкову школу закінчив у Гримайлові й вступив до Тернопільської класичної гімназії, де разом із братами Олександром та Володимиром Барвінськими став співзасновником та активним діячем таємного товариства української молоді «Громада». Такі Товариства на той час набули значного поширення в Галичині, перейнявши естафету від «Громад», які постали в багатьох містах Наддніпрянської України. Тернопільський клас-«Громада» збирався тричі на тиждень після обіду на тематичні засідання: в середу (історія), суботу (література) й неділю (декламація і читання слова Божого). Великий вплив на гімназійну молодь мала поезія Тараса Шевченка.
Після закінчення гімназії 1865 р. Пулюй був уже сформованою особистістю, патріотом, який твердо знав мету свого життя й розумів, що має робити для її досягнення. Промовистий факт: будучи ще студентом першого року навчання, він переклав українською мовою підручник з геометрії для українських гімназій, хоч на той час таких ще не було. Цього ж 1865 р. Іван Пулюй вступив до Греко-католицької духовної семінарії у Відні, де поєднував навчання з перекладами духовної літератури українською мовою, і з цього приводу 1869 р. вперше зустрівся з Пантелеймоном Кулішем у Відні. Разом з П. Кулішем та І. Нечуй-Левицьким здійснив переклад Святого Письма українською мовою (І. Пулюй переклав Псалтир). У 1868 р. разом з іншими українськими студентами-громадівцями заснував у Відні легальне студентське товариство «Січ», діяльність якого згодом високо оцінив Іван Франко.
Ще на другому році навчання в духовній семінарії Пулюй відвідував лекції з математики, фізики та астрономії у Віденському університеті й почав складати екзамени з основних університетських математичних курсів, а на останній рік навчання в семінарії склав уже 7 екзаменів з математики й усі з оцінкою «відмінно». Ці науки настільки його захопили, що він вирішив не висвячуватися на священика, а стати студентом філософського факультету цього університету. Навчання тривало упродовж 1869—1872 рр., а у 1872—1874 рр. Пулюй уже працює науковцем у фізичній лабораторії професора фон Лянґа. У 1874 р. видрукував перші дві статті, присвячені дослідженню залежності внутрішнього тертя повітря від температури, в журналі «Доповіді Віденської академії наук».
У 1874—1875 рр. викладав фізику, механіку та математику у Військово-морській академії в місті Фіуме. Там сконструював прилад для вимірювання механічного еквівалента теплоти, який став широко відомим у науковому світі й у 1878 р. був відзначений срібною медаллю на Всесвітній виставці в Парижі. У 1875—1876 рр. Пулюй як стипендіат австрійського Міністерства освіти навчався і працював у Страсбурзькому університеті, в фізичному інституті професора Августа Кундта.
У 1876 р. Іван Пулюй захистив дисертацію «Залежність внутрішнього тертя газів від температури» і здобув ступінь доктора фізики Страсбурзького університету.
Повертається до Відня і в 1876—1883 рр. працює асистентом і приват-доцентом у Віденському університеті. У 1880—1882 рр. у «Доповідях Віденської академії наук» вийшли у світ чотири важливі статті Пулюя, присвячені катодним променям, які мали значний резонанс у середовищі фізиків. Його монографію, присвячену дослідженням цих променів, у 1889 р. Лондонське товариство фізиків видало в англомовному перекладі як окремий том серії «Physical Memoirs», у якій друкувались результати найважливіших фізичних досліджень, виконаних поза межами Великої Британії. Саме дослідження катодних променів, у яких провідну роль відіграв Пулюй, проклали шлях до двох важливих відкриттів у класичній фізиці — Х-променів (1896) і електрона (1897). Висвітленню вагомого внеску Пулюя у фізику кінця XIX століття присвячено сторінки фундаментальної монографії, у якій його ім'я вписано у розділі «Hall of Fame» поряд з іменами інших видатних класиків фізичної науки.
На початок 1880-их рр. припадає активна роботи Пулюя в новій галузі — електротехніці. У 1881 р. на Всесвітній електротехнічній виставці в Парижі сконструйовані Пулюєм електричні апарати відзначено дипломами.
Після електротехнічної виставки у Відні 1883 р. винаходи Пулюя також викликали велике зацікавлення, наслідком чого стало його запрошення відомим підприємцем Верндлем, власником знаної у Європі фірми, переїхати до міста Штайра (Австрія). Тож у 1883—1884 рр. Пулюй працював у Штайрі як консультант та директор фабрики освітлювальних ламп власної конструкції, при цьому забезпечив великий успіх електротехнічної виставки, яка відбулася в цьому місті влітку 1884 р. Не забарилося визнання його заслуг і на урядовому рівні — на запрошення міністерства освіти Австро-Угорщини Пулюй з осені цього ж року отримав посаду професора експериментальної і технічної фізики Німецької вищої технічної школи в Празі. Тут він почав читати крім фізики лекції з окремого курсу електротехніки, розробив системний план з організації відповідних досліджень у Празькій політехніці. На 1888—1889 навчальний рік Пулюя обрано ректором політехніки, а 1890 р. — деканом машинобудівного факультету.
Особливим для Пулюя був початок 1896 р., коли він провів фундаментальні дослідження природи та властивостей щойно відкритих Х-променів, результати яких опублікував у двох статтях у «Доповідях Віденської академії наук», поданих до друку відповідно 13 лютого 1896 і 5 березня. 1896 р. Термін «Х-промені» запровадив Рентген у своїй першій статті, опублікованій у січні 1896 р. Пулюй же назвав їх «рентгенівськими». На сьогодні у різних мовах використовуються обидва терміни, зокрема, в англійській переважно перший («Х-rays»), в німецькій — другий. Уже через півтора місяця від першого повідомлення Рентґена і до появи його другої статті, рукопис якої датований 09.03. 1896 р., Пулюй отримує результати пріоритетного значення: визначив місце їх утворення і просторовий розподіл; відкрив їх здатність іонізувати атоми і молекули; пояснив їх природу; отримав знімки найвищої якості з використанням трубки власної конструкції з 1881 р., що відкрило шлях широкому застосуванню нових променів у медицині. (Початково цю трубку Пулюй використовував для освітлення). Його Х-променеві знімки були неперевершеними за технікою виконання, 2 лютого 1896 р. Пулюй отримав перше зображення повного людського (дитячого) організму дуже високої якості, яке згодом опублікував відомий англійський журнал «The Photogram». Саме з трубкою Пулюя 3 лютого 1896 р. провели перший на американському континенті успішний експеримент з виготовлення Х-променевого знімка у медичних цілях.

Професор Іван Пулюй

Історії становлення нової галузі фізики — Х-променології і ролі в ній І. Пулюя присвячено великий розділ монографії «Іван Пулюй. Життя і творчість». Звернуто увагу на висновки біографів Рентгена щодо дивних моментів у його поведінці після відзначення його першою Нобелівською премією з фізики (1901 р.). Зокрема, перед смертю (1923 р.) він заповів спалити свій особистий архів, у тому числі лабораторні записи і листування. Тож не відомо, якою газорозрядною трубкою користувався, коли, за його словами, випадково 8 листопада 1895 р. виявив наявність невідомого випромінювання. При цьому у своєму повідомленні про відкриття не вказав конкретно з трубкою чиєї конструкції тоді працював, зазначив лише, що є трубки Гітторфа, Крукса, Ленарда — про Пулюя не згадав. Хоч на той час трубки конструкції Пулюя були достатньо поширеними, їх виготовляли промислово у Ляйпціґу. При цьому Рентґен і Пулюй були знайомі особисто з часу перебування їх обох у Страсбурзі в лабораторії професора Кундта. У цьому контексті не є несподіваним твердження, що шлях Рентгена до відкриття Х-променів залишається загадковим (Гельмут Лінднер). На додачу, у своїх публікаціях Рентген жодного разу не згадав Пулюя.
Важливою характеристикою наукового стилю І. Пулюя як фізика є гармонійне поєднання дуже високого, віртуозного, рівня експериментальних досліджень і глибини їх теоретичного осмислення, що було рідкісним на той час. Тому саме він перший пояснив природу як катодних, так і Х-променів.
У 90-х рр. ХІХ ст. Пулюй відіграв вирішальну роль як керівник проєктування і будівництва багатьох електростанцій на змінному струмі в Чехії. Якість проєктів та їх реалізації були дуже високими, із дотриманням екологічних вимог навіть сучасного рівня (тому, зокрема, мешканці Праги ще донедавна  використовували електроенергію, яку давала їм «Пулюєва» електростанція).
У 1902 р. він заснував та очолив катедру електротехніки. З нагоди 100-літнього ювілею Німецької політехніки в Празі Пулюя відзначили орденом Залізної корони ІІІ ступеня за його наукову та викладацьку працю (1906). Він отримав також хрест ордена Франца-Йосифа і високий титул Радника двору (1910). У 1913 р. І. Пулюя обирають почесним членом Віденського електротехнічного товариства. 1916 року Пулюй отримав пропозицію посади міністра освіти Австрійської монархії, однак відмовився за станом здоров'я. Цього ж року вийшов на пенсію.
Помер у Празі, нині Чехія (тоді Богемське королівство, Австро-Угорщина), де й похований на Мальвазінках.

### Дослідження в галузях фізики
Пулюй працював у нових і актуальних на той час напрямках фізики: дослідна перевірка передбачень молекулярно-кінетичної теорії Максвелла, дослідження природи і властивостей катодних та Х-променів.

## Родина
4 жовтня 1884 року Пулюй одружився з Катериною-Йосифою-Марією Стожицькою (8.09.1863—8.08.1945) — студенткою Віденського університету. Шлюб узяли в греко-католицькій Церкві святої великомучениці Варвари у Відні. У сім'ї виросло шестеро дітей, три доньки і три сини: Наталка (1886 р. н.) стала піаністкою і дружиною відомого українського композитора Василя Барвінського; Ольга (1891 р. н.) і Марія-Ксенія-Маргарита (1894—1974, Відень) стали вчительками; Олександр-Іван (1901—1984) і Юрій (Ґеорґ, 1906—1987) здобули інженерний фах, а Павло (1904—1986) став лікарем.
Оскільки в Празі не було українських шкіл, то Пулюй на літні місяці наймав для своїх дітей учителів української мови, давав відповідні оголошення до львівської газети «Діло». Павло і Юрій після смерті батька вчились у Львові в українській гімназії. Найстарший син Олександр пішов сімнадцятирічним добровольцем у лави Січового стрілецтва і до 1920 р. брав участь у бойових діях Української галицької армії, під час 2-ї світової брав участь у розбудові мережі ОУН в Україні, а після війни працював у кіноіндустрії Австрії.

## Кредо
«Нема більшого гонору для інтелігентного чоловіка, як берегти свою і національну честь та без нагороди вірно працювати для добра свого народу, щоб забезпечити йому кращу долю».
(Іван Пулюй)

## Праці

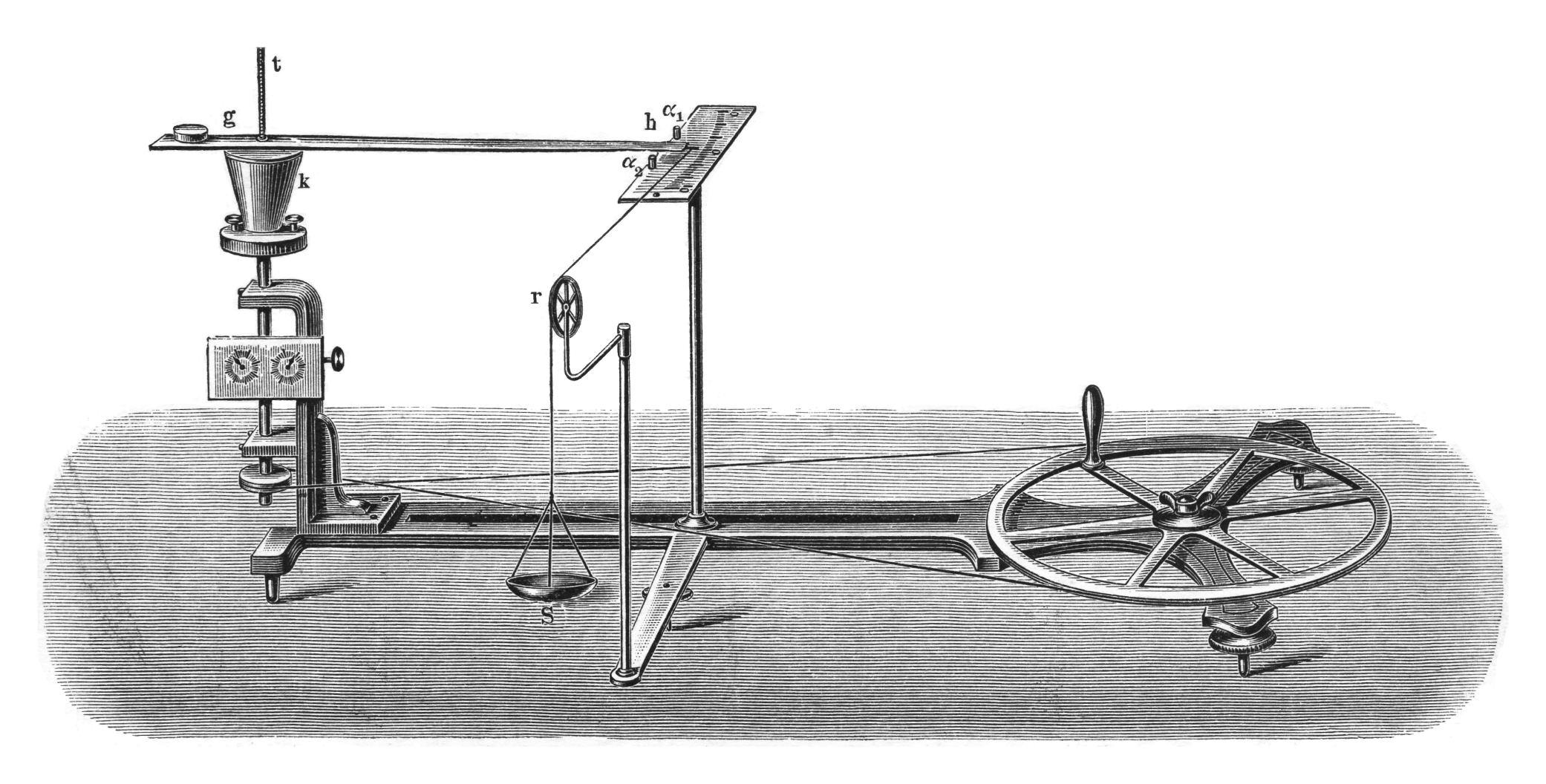
Прилад Пулюя для визначення механічного еквівалента теплоти.

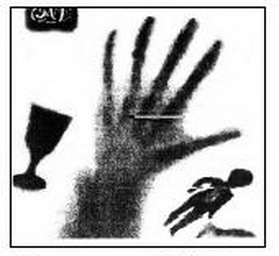
Рука доньки дослідника Наталі (1896).

Автор близько 50 наукових праць українською, німецькою, англійською мовами.

### Публікації про катодні та Х-промені

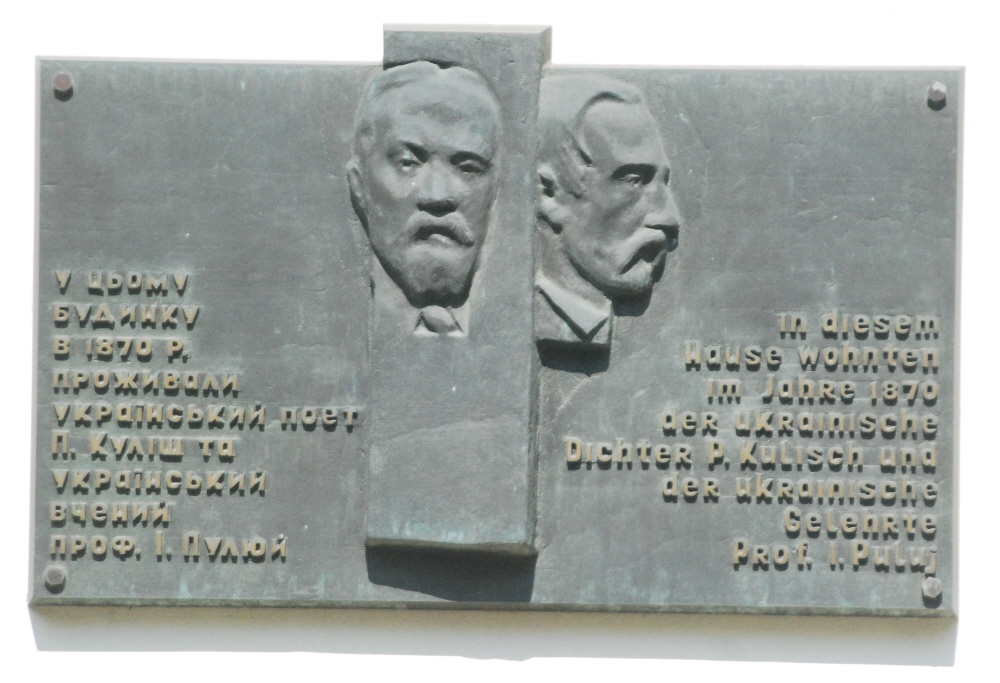
Пам'ятна дошка на стіні будинку № 9 по вулиці Шкодагассе, Відень, Австрія

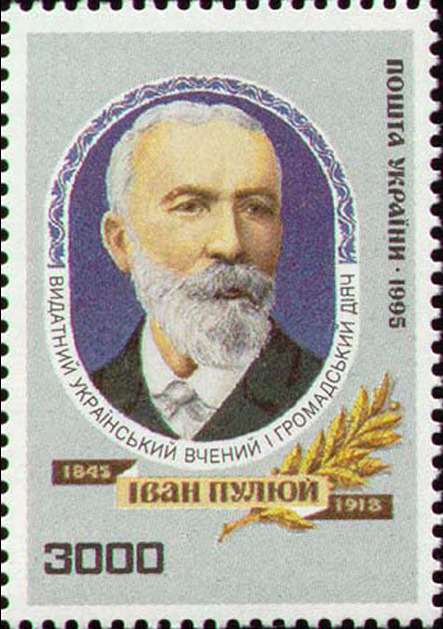
Поштова марка України, присвячена до 150 річчя від дня народження Івана Пулюя, 1995 (Michel 135)

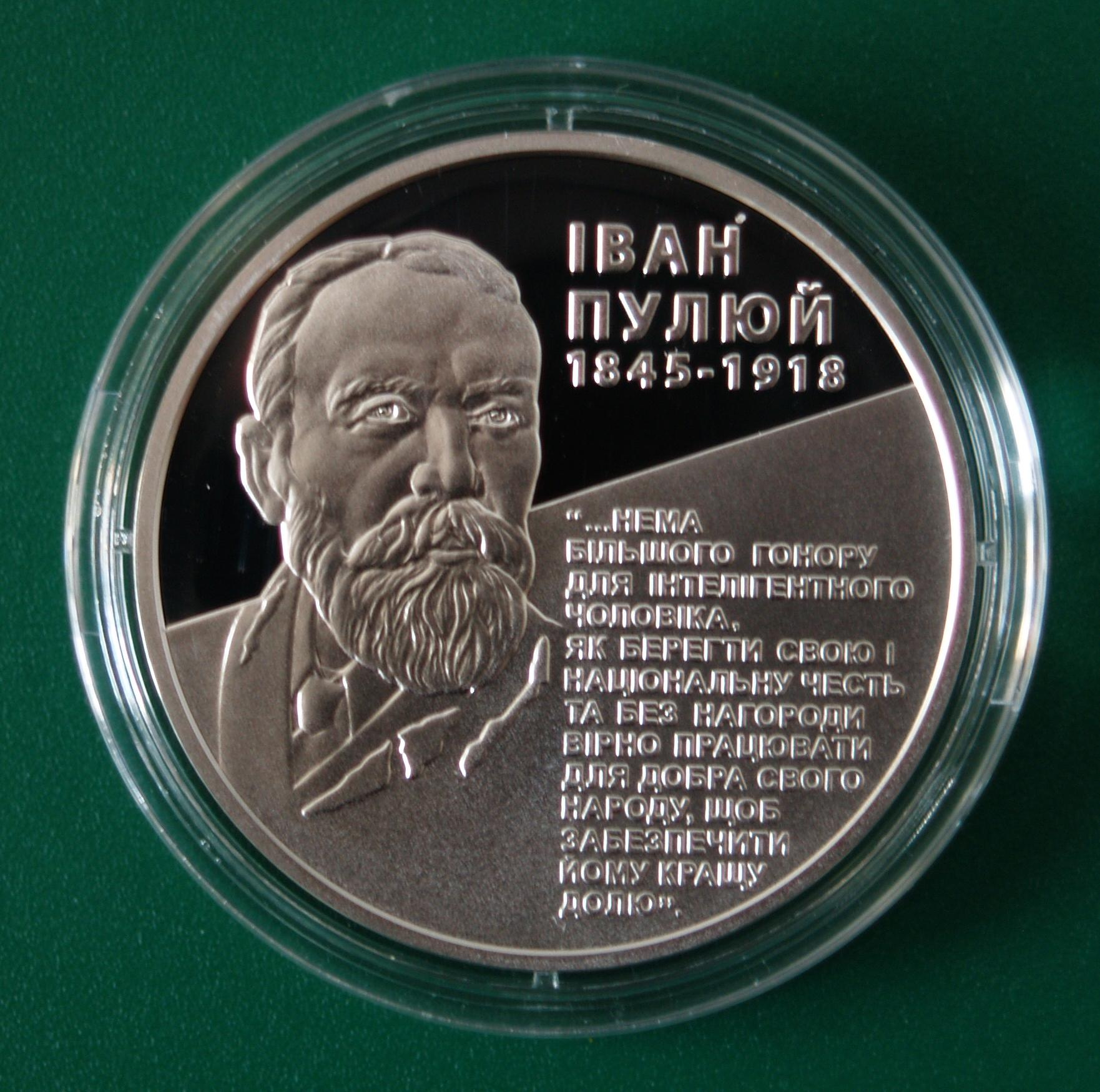
Аверс монети, номіналом 5 гривень, випущеної Національним банком України до 165-ї річниці від дня народження Івана Пулюя

1. Strahlende Elektrodenmaterial // Wiener Berichte I. — 1880. — 81. — S.864—923; II. — 1881. — 83. — S.402—420; III. 1881. — 83. — S.693—708; IV. — 1882. — 85. — S.871—881.
2. Strahlendes Elektrodenmaterial und der sogenannte 'Aggregatzustand' — Wien; Verlag Carl Gerold Sohn, 1883.
3. Radiant Elektrode Matter and the so Called Fourth State.— London: Physical Memoirs, 1889. — Vol. l, Pt.2. — P.233—331.
4. Über die Entstehung der Röntgen'schen Strahlen und ihre fotografische Wirkung // Wiener Berichte. — 1896. — Bd. 105. — S. 228—238.
5. Nachtrag zur Abhandlung: Über die Entstehung der Röntgen'schen Strahlen und ihre fotografische Wirkung // Wiener Berichte. — 1896. — Bd. 105. — S. 243—245.
6. Іван Пулюй. Збірник праць / за ред. В. Шендеровського. — Київ, 1996. — 712 с.

Передостанні дві публікації — одні з перших, чи навіть перші, де Х-випромінювання названо «рентгенівським».

## Вшанування пам'яті
- Тернопільський національний технічний університет носить ім'я Івана Пулюя та щороку 2 лютого, до дня народження Івана Пулюя, проводить Пулюївські наукові читання.
- Музей Івана Пулюя відкрився в Тернопільському національному технічному університеті імені Івана Пулюя з нагоди 165-річчя славетного земляка в лютому 2010 р..
- Ім'ям видатного вченого названо середню школу, вулицю і площу Гримайлова. У 1995 р. встановлено пам'ятник на честь славетного земляка у селищі Гримайлів. У Гримайлівській середній школі діє музей імені Пулюя. Серед експонатів є ксерокопії багатьох праць вченого, сімейні фотографії. Зібрано багато матеріалу про педагогічну, наукову, дослідницьку діяльність І. Пулюя.
- Щодвароки присуджують Премію НАН України імені Івана Пулюя — за видатні роботи у галузі прикладної фізики[15].
- Національний банк України, продовжуючи серію «Видатні особистості України», ввів у обіг 25 січня 2010 р. пам'ятну монету номіналом 5 гривень, присвячену Іванові Павловичу Пулюю.
- 4 листопада 2014 р. у Тернополі відкрили меморіальну дошку членам Тернопільського таємного молодіжного товариства «Громада», засновником якого був І.Пулюй. Її встановили з нагоди 150-річчя з часу заснування організації, розмістили на стіні будинку по вулиці Листопадовій, де колись збиралися громадівці[16].
- Неприбуткова благодійна організація «Кирило-Мефодіївська фундація» заснувала Всеукраїнську стипендійнк програму імені Івана Пулюя[17].
- Вулиці та провулки Івана Пулюя є у багатьох населених пунктах України (зокрема, у Дніпрі — вулиця та провулок, у Києві — вулиця Пулюя в Турецькому містечку, у Львові, Вінниці, Тернополі, Івано-Франківську, Дрогобичі, Броварах[18]).
- Міжнародний астрономічний союз (IAU) назвав малу планету 2004 TY13 ім'ям Івана Пулюя (226858) Ivanpuluj[19].
- У травні 2022 р. в місті Городок Хмельницької області вулицю Ломоносова перейменували на вулицю Івана Пулюя.
- 3 лютого 2025  в музеї І. Пулюя відбулось  спецпогашення власної марки і клубних конвертів до 180-ї річниці від дня народження вченого[20].

## Зауваги
Твердження, що початково прізвище Павла Пулюя, батька Івана, було Пульгуй і лише в 1881 р. (за іншою версією 1861 р.) він звернувся до уряду про його зміну, не має документального підтвердження. Натомість архівістам відомо, що при написанні німецькою мовою слов'янських прізвищ нерідко використовувалась різна транслітерація.
Іван Пулюй знав близько 10 мов, включно з класичними.